# Liste der denkmalgeschützten Objekte in Bezděkov u Klatov
Grundlage dieser Liste der denkmalgeschützten Objekte in Bezděkov u Klatov ist die ÚSKP-Liste (Ústřední seznam kulturních památek České republiky, deutsch Zentrale Liste der Kulturdenkmäler der Tschechischen Republik), die von der tschechischen Denkmalschutzbehörde NPÚ (Národní památkový ústav, deutsch Nationale Denkmalbehörde) seit 1987 geführt wird und an die seit dem Jahr 1850 geschaffenen Listen anschließt.

## Denkmalgeschützte Objekte nach Ortsteilen

### Bezděkov u Klatov
| Lage                             | Objekt                                               | Beschreibung                                                | ÚSKP-Nr.                  | Bild                                                 |
| -------------------------------- | ---------------------------------------------------- | ----------------------------------------------------------- | ------------------------- | ---------------------------------------------------- |
| Dorfplatz, bei Nr. 33 (Standort) | Kapellchen hl. Johannes Nepomuk                      | Kapellchen hl. Johannes Nepomuk                             | 44708/4-2747 Info Katalog | Kapellchen hl. Johannes Nepomuk                      |
| Friedhof (Standort)              | Grabmal des Schriftstellers Christian Heinrich Spieß | Grabmal des Schriftstellers Christian Heinrich Spieß        | 45200/4-2746 Info Katalog | Grabmal des Schriftstellers Christian Heinrich Spieß |
| Friedhof (Standort)              | Kapelle hl. Wenzel                                   | Kapelle hl. Wenzel                                          | 28312/4-2745 Info Katalog | weitere Bilder                                       |
| Ortsmitte (Standort)             | Kirche hl. Anna                                      | Kirche hl. Anna                                             | 21559/4-2744 Info Katalog | weitere Bilder                                       |
| Bezděkov 4 (Standort)            | Bauernhof Nr. 4                                      | Bauernhof                                                   | 19262/4-2748 Info Katalog | Bauernhof Nr. 4                                      |
| Bezděkov 1 (Standort)            | Schloss Bezděkov                                     | Schloss mit Umfriedung: ohne das Wirtschaftsgebäude Nr. 120 | 15875/4-2742 Info Katalog | weitere Bilder                                       |

### Tetětice
| Lage                   | Objekt                  | Beschreibung            | ÚSKP-Nr.                  | Bild             |
| ---------------------- | ----------------------- | ----------------------- | ------------------------- | ---------------- |
| Tetětice 1 (Standort)  | Schloss Tetětice        | Schloss                 | 21750/4-3442 Info Katalog | Schloss Tetětice |
| Tetětice 15 (Standort) | Kornspeicher bei Nr. 15 | Kornspeicher bei Nr. 15 | 35858/4-3443 Info Katalog | BW               |
| Tetětice 22 (Standort) | Bauernhof Nr. 22        | Bauernhof Nr. 22        | 41602/4-3444 Info Katalog | BW               |